# Michael Stadler
Michael Aurel Stadler (* 1. Dezember 1941 in Berlin; † 16. Dezember 2020 in Bremen) war Professor für Psychologie der Universität Bremen, Fachpsychologe für Rechtspsychologie, Sachverständiger für forensische Polygrafieanwendung und profilierter Vertreter der Gestaltpsychologie bzw. Gestalttheorie.

## Leben und Werk
Nach dem Schulbesuch in Bielefeld und Burgsteinfurt machte Stadler 1962 sein Abitur und nahm sein Studium der Psychologie, Philosophie, Kunstwissenschaft und Neurophysiologie an der Universität Münster auf. Sein Psychologie-Diplom erwarb er 1967. Sein Doktoratsstudium an dieser Universität beim Gestaltpsychologen Wolfgang Metzger schloss er 1968 mit der Promotion zum Dr. phil. (Hauptfach Psychologie, Nebenfächer Kunstwissenschaft und Neurophysiologie) ab.
1967–1972 war Stadler wissenschaftlicher Assistent bei Wolfgang Metzger, 1972 habilitierte er sich an der Universität Münster für das Fach Psychologie. Es folgten einige Jahre als wissenschaftlicher Rat und Professor für Sozialpsychologie auf allgemein-methodologischer Grundlage und schließlich im Jahr 1980 die Berufung als Universitäts-Professor (C4) an die Universität Bremen.
Neben zahlreichen Forschungsarbeiten und Publikationen zur Allgemeinen Psychologie, Kognitionsforschung, der Forensischen Psychologie, zur Geschichte und Aktualität der Gestalttheorie sowie der Synergetik legte Stadler auch eine Reihe von Publikationen auf dem Gebiet der Numismatik und der Nautik vor, ein Ausdruck seiner mehr persönlich-privaten Neigungen.
Michael A. Stadler war Mitbegründer der internationalen Gesellschaft für Gestalttheorie und ihre Anwendungen und gehörte seit ihren Anfängen zuerst dem Herausgeberkreis, später dem Advisory Board der Zeitschrift Gestalt Theory an.

## Ausgewählte Buch-Publikationen
- 1975 Psychologie der Wahrnehmung (mit Falk Seeger und Arne Raeithel). München: Juventa.
- 1986, 1999 Wolfgang Metzger: Gestalt-Psychologie. Ausgewählte Werke aus den Jahren 1950 bis 1982 (hrsg. mit H. Crabus). 1986; Neuauflage 1999: Kramer (Frankfurt), ISBN 3-7829-1101-6
- 1988 Persönlichkeitsentwicklung an Bord. Verlag ZIEL, ISBN 3-929058-60-X
- 1990 Synergetics of Cognition (hrsg. mit H. Haken). Berlin & New York: Springer.
- 1990 Seefahrtpsychologie (hrsg. mit H. Gottschalch). Bremen: Wirtschaftsverlag.
- 1994 Psychologie an Bord. 6. Auflage 2007. Verlag Klasing, ISBN 3-87412-121-6
- 1995 Ambiguity in Mind and Nature: Multistable Cognitive Phenomena (hrsg. mit P. Kruse). Springer Series in Synergetics. Berlin & New York: Springer. ISBN 3-540-57082-9
- 1998 Glaubhaftigkeit der Zeugenaussage (mit L. Greuel u. a.). Beltz, ISBN 3-621-27398-0
- 2000 Die Farbe. Psychologie für alle (mit G. Gniech). Verlag Donat, ISBN 3-931737-75-6
- 2001 Wolfgang Metzger: Psychologie (6. Auflage hrsg. und eingeleitet). Wien: Krammer, ISBN 978-3-901811-07-4
- 2009 Kurt Koffka: Zu den Grundlagen der Gestaltpsychologie (hrsg. und eingeleitet). Wien: Krammer, ISBN 978-3-901811-41-8
- 2010 Psychologie der Zeugenaussage (mit T. Fabian u. L. Greuel). Beltz, ISBN 3-621-27384-0